# 163 Dywizja Strzelecka (ZSRR)
163 Dywizja Strzelecka (ros. 163-я стрелковая дивизия) – związek taktyczny (dywizja) Armii Czerwonej.
Sformowana w czasie II wojny światowej. Walczyła pod Diemianskiem, Romnami i Połtawą, forsowała Dniepr, wyzwalała Kijów, forsowała Dniestr i Prut. Wojnę zakończyła pod Wiedniem.